# 元姫
元姫（もとひめ、1722年（享保7年） - 寛保2年（1742年9月16日））は、阿波徳島藩第8代藩主・蜂須賀宗鎮の正室。
父は徳島藩第5代藩主・蜂須賀綱矩の次男・蜂須賀吉武。母は池田政弘の娘で鳥取藩第2代藩主・池田綱清の養女。養父は徳島藩第7代藩主・蜂須賀宗英。院号は鳳台院。

## 生涯
阿波徳島藩第5代藩主・蜂須賀綱矩の次男・蜂須賀吉武とその正室の間に生まれる。
徳島藩では、第8代藩主に就任した蜂須賀宗鎮が松平大膳家（高松藩）からの養子であったため、5代藩主・綱矩の血を引く元姫との婚姻が望まれた。そのため、元姫は7代藩主・蜂須賀宗英の養女となり、宗鎮の正室となる。
しかし、宗鎮との間には娘をひとり出産したが、男子を産むことなく寛保2年（1742年9月16日）、没する。享年21。